# Kaare Barslund
Kaare Barslund, né le 23 mars 2004 à Helsinge au Danemark, est un footballeur danois qui évolue au poste de défenseur central à l'IF Brommapojkarna.

## Biographie

### En club
Né à Helsinge au Danemark Kaare Barslund commence le football avec le club local du Helsinge Fodbold qu'il rejoint en 2008 à l'âge de quatre ans. Il rejoint à l'âge de huit ans le FC Nordsjælland, où il poursuit sa formation.
Il joue son premier match en professionnel le 31 août 2022, à l'occasion d'une rencontre de coupe du Danemark face au BK Frem. Il entre en jeu et son équipe s'impose par un but à zéro.
Le 11 mars 2024, Kaare Barslund rejoint la Suède en signant en faveur de l'IF Brommapojkarna pour un contrat courant jusqu'en juin 2027.

### En sélection
Avec les moins de 18 ans il est sélectionné à deux reprises en 2022 et marque un but.